# Seymour Drescher
Seymour Drescher est un historien américain et professeur à l'Université de Pittsburgh, connu pour ses études sur Alexis de Tocqueville et sur l'esclavage.

## Biographie
Seymour Drescher est né en 1934 dans le Bronx, à New York, de parents juifs polonais.
Effectuant des publications scientifiques dès 1959, à l'âge de 25 ans, il a d'abord concentré ses recherches sur  Alexis de Tocqueville en attirant le premier l'attention des universitaires au sujet de sa pensée sur les problèmes de pauvreté, d'esclavage colonial et de race, ce qui en a fait un des meilleurs spécialistes de cet auteur, selon ses pairs.
Devenu ensuite un bon expert de l'histoire de l'esclavage et de son abolition dans le monde atlantique, il a effectué un travail d'enquête méthodique sur les campagnes et pétitions des années 1780 puis s'est inscrit méthodiquement contre une thèse de longue date selon laquelle les abolitionnistes britanniques n'auraient réussi que  parce que les colonies d'esclaves étaient dans un état de déclin irréversible.
Sur ce dernier point il a été partiellement contredit par une partie de la thèse d'un autre historien Williams, qui souligne lui le déclin de l'industrie sucrière britannique, mais dans les années 1820 et effectue un rapprochement avec l'émancipation des esclaves anglais, finalisée en 1835, à une époque où le sucre de betterave commence tout juste à percer, malgré une technologie poussive.
Cependant, la France, le pays pionnier pour le sucre de betterave, comptait 213 usines traitant la betterave à sucre dès 1814, qui produisaient 4 000 tonnes de sucre blanc, grâce à la pénurie totale générée par le blocus continental. La croissance betteravière est restée faible après son arrêt en 1815, dans les quinze années suivantes, le quadruplement de la production ne venant que dans les années 1830, grâce au décollage imprévu de la très forte croissance économique mondiale des années 1830, vite stoppé par la Panique de 1837.

## Récompenses
Prix Frederick Douglass en 2003